# 2003 في بيرو
فيما يلي قوائم الأحداث التي وقعت خلال عام 2003 في بيرو.

## سياسة

### تعيين في المنصب
- 15 ديسمبر – كارلوس فيريرو رئيس مجلس الوزراء البيروفي [الإنجليزية]‏.

## رياضة
- 1 يناير – الدوري البيروفي لكرة القدم 2003 الفائز أليانزا ليما.
- 1 يناير – دوري الدرجة الثانية البيروفي 2003 الفائز Sport Coopsol [الإنجليزية]‏.
- 1 يناير – كوبا أمريكا فمنينا 2003 الفائز منتخب البرازيل لكرة القدم للسيدات.
- 1 يناير – كوبا بيرو 2003 الفائز سيزار فاليجو [الإنجليزية]‏.

## وفيات

### سبتمبر
- 7 سبتمبر – واشنطن ديلغادو (مواليد 1927) شاعر بيروفي.